# Biodiversity Heritage Library

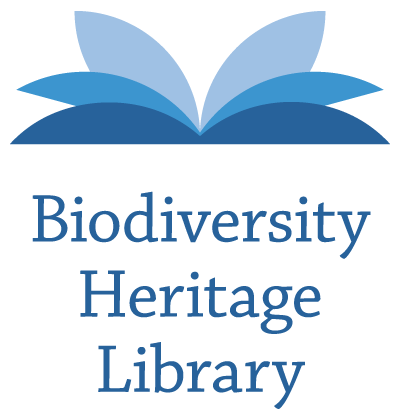
Logo

Die Biodiversity Heritage Library (BHL) ist ein Projekt zur Digitalisierung von Literatur zum Thema Artenvielfalt/Biodiversität. Sie wurde um 2005 ins Leben gerufen und beschränkte sich zunächst auf zehn (ab 2009 zwölf) US-amerikanische und britische Bibliotheken.
Nach Gallica und AnimalBase war BHL damit das weltweit dritte große und nischenübergreifende Digitalisierungsprojekt. 2006 wurde damit begonnen, die digitalisierte Literatur massenweise ins Netz zu stellen. 2008 wurde die Bedeutung von Gallica und AnimalBase überrundet. Heute ist BHL das weltweit mit weitem Abstand führende Digitalisierungsprojekt für Biodiversitätsliteratur.
Im April 2009 waren 13 Millionen Seiten und 11.000 Werke digitalisiert, Mitte September 2014 lag die Zahl der digitalisierten Bücher bei ca. 86.700 Titeln, ca. 150.000 Bänden bzw. ca. 44.655.000 Seiten (Quelle: BHL-Portal). Dadurch, dass die Bibliotheken nur copyright-freie Bücher digitalisieren dürfen, konzentrierte sich die Digitalisierung bei BHL bislang hauptsächlich auf Literatur von vor 1920. Einige Bibliotheken setzen die Grenze bei 1899. Dies hatte schon nach wenigen Jahren den Effekt, dass es in der Zoologie und Botanik inzwischen so ist, dass der Zugang zu Fachliteratur von vor 1900 wesentlich leichter ist als zu der, die zwischen 1920 und 1990 erschienen ist.

## Zusammensetzung von BHL
BHL ist eine Kooperation von 16 naturhistorischen Bibliotheken aus dem englischsprachigen Raum (Großbritannien und USA). BHL arbeitet eng mit der Encyclopedia of Life zusammen.
Mitglieder des Konsortiums sind die Bibliotheken folgender Institutionen:
- American Museum of Natural History (New York)
- Field Museum of Natural History (Chicago)
- Harvard University (Cambridge, Massachusetts) mit Botany Libraries und
- Ernst Mayr Library des dortigen Museum of Comparative Zoology
- Marine Biological Laboratory der Woods Hole Oceanographic Institution
- Missouri Botanical Garden (St. Louis)
- Natural History Museum (London)
- New York Botanical Garden
- Royal Botanic Gardens (Kew) (Richmond, Großbritannien)
- Smithsonian Institution (Washington)
- Academy of Natural Sciences (Philadelphia)
- California Academy of Sciences (San Francisco)
- Cornell University mit Cornell University Library (Ithaca, New York)
- Singapore National Library Board (Singapur)
- United States Geological Survey (Reston, Virginia)
- University of Illinois Urbana-Champaign

Das BHL Webportal unterstützt Google Maps API, Ajax, tag clouds und JPEG2000-Bilder.
Mit dem Begriff BHL wurde zunächst nur das US-amerikanisch-britische Projekt bezeichnet. Im Mai 2009 wurde in Europa ein aus 28 Konsortiumspartnern bestehendes EU-Projekt BHL-Europe ins Leben gerufen. Kurz danach wurde in China ein Projekt BHL-China gegründet. Seitdem wird zwischen BHL-US/UK (meist nur BHL-US genannt) und BHL-Global unterschieden. BHL bezeichnet inzwischen (2010) meist das globale Projekt.
Das globale BHL-Projekt wird vor allem von Smithsonian Institution Washington, Natural History Museum London und Missouri Botanical Garden geleitet. Von dort wird die Zusammenarbeit mit den Partnerprojekten in den anderen Kontinenten koordiniert, angedacht sind 6 regionale Zentren. Neben Europa und China befinden sich weitere Projekte in Brasilien, Australien und Ägypten in der Vorbereitungsphase (Stand Anfang 2010).
Zwanzig Jahre lang wurde die BHL von der Smithsonian Institution gehostet und administriert. Am 22. April 2025 gab David Iggulden, Vorsitzender des Executive Committee der BHL, bekannt, dass zum 1. Januar 2026 Smithsonian sein administratives Engagement beenden wird. Die Inhalte sollen dabei weiterhin zugänglich bleiben. Dieser Schnitt stelle eine Chance dar, eine nachhaltigere Zukunft der BHL zu ermöglichen, wobei verschiedene administrative und organisatorische Modelle geprüft würden.